# Stanisław Szurlej
Stanisław Szurlej (ur. 21 listopada 1878 w Lutczy, zm. 10 sierpnia 1965 w Londynie) – polski doktor nauk prawnych, adwokat, publicysta, pułkownik audytor Wojska Polskiego.

## Życiorys
Stanisław Szurlej urodził się 21 listopada 1878 roku w Lutczy w powiecie strzyżowskim jako najmłodsze z sześciorga dzieci grabarza Jana (1828–1902) i Katarzyny z Pańkowskich (1835–1901). Uczęszczał do szkoły w Lutczy, do gimnazjum w Rzeszowie i do Gimnazjum Wyższego w Sanoku. Był absolwentem Wydziału Prawa Uniwersytetu Jagiellońskiego. Od 1902 doktor nauk prawnych, od 1909 adwokat. W 1910 otworzył we Lwowie kancelarię adwokacką przy ulicy Akademickiej 2. Od 1920 prowadził kancelarię przy Alejach Ujazdowskich 18 w Warszawie.
W czasie I wojny światowej służył jako oficer artylerii w armii Austro-Węgier. W wojnie z bolszewikami dowodził baterią artylerii. Po jej zakończeniu zweryfikowany został w stopniu podpułkownika ze starszeństwem z 1 czerwca 1919 w korpusie oficerów artylerii. Wchodził w skład Okręgowej Rady Adwokackiej w Warszawie. W 1924 był oficerem rezerwy 1 pułku artylerii najcięższej w Warszawie. W 1929 został przeniesiony do pospolitego ruszenia, z zachowaniem przydziału do 1 pan. Dziesięć lat później zajmował 11. lokatę na liście starszeństwa oficerów pospolitego ruszenia artylerii, pozostawał na ewidencji Powiatowej Komendy Uzupełnień Warszawa-Miasto III i posiadał przydział mobilizacyjny do Oficerskiej Kadry Okręgowej Nr I, jako oficer „przewidziany do użycia w czasie wojny”.
W wyborach w 1922 kandydował do Sejmu z listy Chrześcijańskiego Związku Jedności Narodowej. Był członkiem Stronnictwa Narodowego. Działał w środowisku kombatanckim, był prezesem Związku Oficerów Rezerwy Rzeczypospolitej Polskiej i jego pierwszym honorowym członkiem. Reprezentował ZOR RP w zarządzie Legionu Rzeczypospolitej Polskiej, do którego ZOR RP przystąpił na okres kilkunastu miesięcy uchwałą z 18 czerwca 1927 w ramach zjednoczenia prawicowych sił antypiłsudczykowskich. W 1937 został odznaczony Złotym Wawrzynem Polskiej Akademii Literatury. W okresie międzywojennym zdobył sławę i przydomek „złotousty” w wielu głośnych procesach, między innymi jako obrońca generała brygady Michała Żymierskiego w 1927 i Wincentego Witosa w procesie brzeskim oraz jako pełnomocnik rodziny Tadeusza Hołówki w procesie o jego zabójstwo. Był także obrońcą kapitana Mariana Jureckiego, oskarżonego o zabójstwo szwagra, porucznika Aleksandra Głogowskiego, oraz obrońcą porucznika Leona Pruszanowskiego, oskarżonego o zabójstwo porucznika rezerwy, obserwatora Zdzisława Bilażewskiego. Wśród jego klientów byli także Wojciech Korfanty, Stanisław Mackiewicz, Ignacy Paderewski, Stanisław Stroński i milionerka Irena Warden-Cittadini. Według przekazu rodzinnego wygłosił przemówienie powitalne z okazji wizyty Marii Skłodowskiej-Curie w Polsce celem przekazania radu na potrzeby Instytutu Radowego na przełomie lat 20. i 30.
Pod koniec lat 20. kupił pałac w Słupi pod Jarocinem. W jego domu Stanisław Piasecki, Adolf Nowaczyński i Stanisław Strzetelski uzgodnili wydawanie od 1935 tygodnika o orientacji narodowo-radykalnej „Prosto z Mostu”. Był także związany z redakcjami dzienników „ABC” i „Wieczór Warszawski” – do wszystkich trzech tytułów wprowadził swoją córkę Stefanię jako publicystkę. Do jego gości należeli Jan Kiepura, Kornel Makuszyński i pianista Henryk Sztompka.
15 lipca 1939 przemawiał podczas organizowanych przez Stronnictwo Narodowe obchodów rocznicy grunwaldzkiej w sali Stowarzyszenia Techników w Warszawie. W toku kampanii wrześniowej wyjechał z rodziną do Lublina, a następnie 18 września ewakuował się wraz z rządem RP do Rumunii, skąd przedostał się do Francji. 6 listopada 1939 roku minister spraw wojskowych, generał dywizji Władysław Sikorski, mianował go szefem Sądownictwa Wojskowego i Naczelnym Prokuratorem Wojskowym. 20 czerwca 1940 roku został awansowany na pułkownika w korpusie oficerów audytorów. W ostatnim tygodniu czerwca dotarł po ewakuacji z Francji do Londynu. Od 24 sierpnia 1940 roku był prezesem-założycielem Stowarzyszenia Prawników Polskich w Zjednoczonym Królestwie. 28 czerwca 1944 roku został przeniesiony w stan spoczynku.
Po wojnie został współzałożycielem Instytutu im. generała Władysława Sikorskiego w Londynie. Od 1964 roku był jego honorowym członkiem. Z małżeństwa z Jadwigą z Ciepielowskich, zawartego w 1908 roku, miał córkę Stefanię, zamężną Kossowską – pisarkę i dziennikarkę oraz syna Stanisława – prawnika. Zbigniew Stypułkowski scharakteryzował jego poglądy polityczne jako narodowe, lecz niezależne.
Zmarł 10 sierpnia 1965 roku w Londynie. Pochowany na cmentarzu Highgate Cemetery w Londynie.